# Pel·lyïta
La pel·lyïta és un mineral de la classe dels silicats. Rep el nom del riu Pelly, al territori de Yukon, Canadà, les capçaleres del qual es troben a prop de la localitat tipus d'aquesta espècie.

## Característiques
La pel·lyïta és un silicat de fórmula química Ba₂Ca(Fe,Mg)₂Si₆O17. Va ser aprovada com a espècie vàlida per l'Associació Mineralògica Internacional l'any 1972. Cristal·litza en el sistema ortoròmbic. La seva duresa a l'escala de Mohs és 6.
Segons la classificació de Nickel-Strunz, la pel·lyïta pertany a «09.DO - Inosilicats amb 7-, 8-, 10-, 12- and 14-cadenes periòdiques» juntament amb els següents minerals: piroxferroïta, piroxmangita, nordita-(Ce), nordita-(La), ferronordita-(Ce), manganonordita-(Ce), ferronordita-(La), alamosita i liebauïta.
L'exemplar que va servir per a determinar l'espècie, el que es coneix com a material tipus, es troba conservat al departament de geologia de la Universitat de la Colúmbia Britànica.

## Formació i jaciments
Va ser descoberta al Gun claim, propo el llac Wilson, al districte miner de Watson Lake (Yukon, Canadà). També ha estat descrita a la mina Madrelena, a Tres Pozos (Baixa Califòrnia, Mèxic), a Big Creek, al comtat de Fresno (Califòrnia, Estats Units) i al dipòsit de bari i silicats de Trumbull Peak, al comtat de Mariposa, també a Califòrnia. Aquests indrets són els únics de tot el planeta on ha estat descrita aquesta espècie mineral.